# Tri tovarišča
Tri tovarišča (Три товарища) è un film del 1935 diretto da Semёn Alekseevič Timošenko.